# Meister der Enthauptung des Johannes
Meister der Enthauptung des Johannes ist der Notname eines in Ulm tätigen Malers der Spätgotik, dem Tafelbilder des Blaubeurer Hochaltars von 1493/94 zugeschrieben werden.
Der Großauftrag des mächtigen Blaubeurer Altars ging an die führende Werkstatt in Ulm, entweder noch unter der Führung des Werkstattleiters Hans Schüchlin oder schon unter Leitung des aufsteigenden Mannes in der Ulmer Malerszene, Schüchlins Schwiegersohn Bartholomäus Zeitblom. Da der Auftrag die Kapazitäten dieser Werkstatt überstieg, wurde Bernhard Strigel aus Memmingen hinzugezogen, der in eigener Verantwortung einige Tafeln ausführte.
Ernst Buchner hat 1924 als erster darauf aufmerksam gemacht, dass auch innerhalb der Schüchlin-Werkstatt verschiedene Mitarbeiter tätig waren. Sein Vorschlag der „Händescheidung“ wurde von der Forschung weitgehend übernommen. Danach waren in der Schüchlin-Werkstatt 3 Maler beteiligt: Bartholomäus Zeitblom, der Meister der Bestattung des Johannes und der Meister der Enthauptung des Johannes.
Vom Meister der Enthauptung des Johannes sollen zwei Bilder auf den Innenflügeln der 1. Wandlung sein:
- Die Enthauptung des Johannes
- Gastmahl des Herodes

Das besondere Merkmal dieses Malers sei eine ausgeprägte Vorliebe für höfische Eleganz der Bewegungen und kostbare Details, bei den Köpfen der Figuren vermeide er die Frontalansicht.
Anna Moraht-Fromm hat in letzter Zeit die auf Buchner zurückgehende Händescheidung in Frage gestellt. Sie schlägt vor, in der Schüchlin-Werkstatt neben Zeitblom nur einen weiteren Gestalter ganzer Tafeln anzunehmen, sie nennt ihn Meister der Blaubeurer Kreuzigung.